# جورج بایرز (بازیکن فوتبال)
جورج بایرز (انگلیسی: George Byers؛ زادهٔ ۲۹ مهٔ ۱۹۹۶) بازیکن فوتبال اهل بریتانیا است.
از باشگاه‌هایی که در آن بازی کرده‌است می‌توان به باشگاه فوتبال واتفورد اشاره کرد.
وی همچنین در تیم‌های ملی فوتبال Scotland national under-16 football team و Scotland national under-17 football team بازی کرده‌است.